# Apherusa bispinosa
Apherusa bispinosa är en kräftdjursart som först beskrevs av Charles Spence Bate 1857.  Apherusa bispinosa ingår i släktet Apherusa och familjen Calliopiidae. Arten är reproducerande i Sverige. Inga underarter finns listade i Catalogue of Life.